# エクストリーム (バンド)

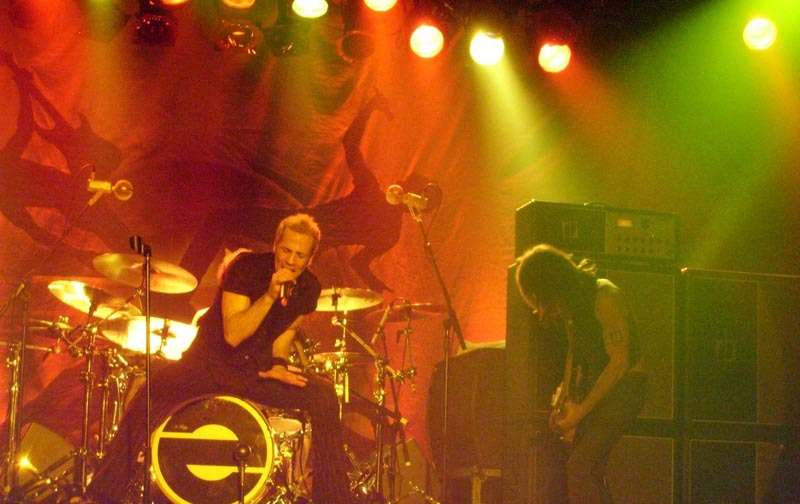
エクストリーム（2008年）

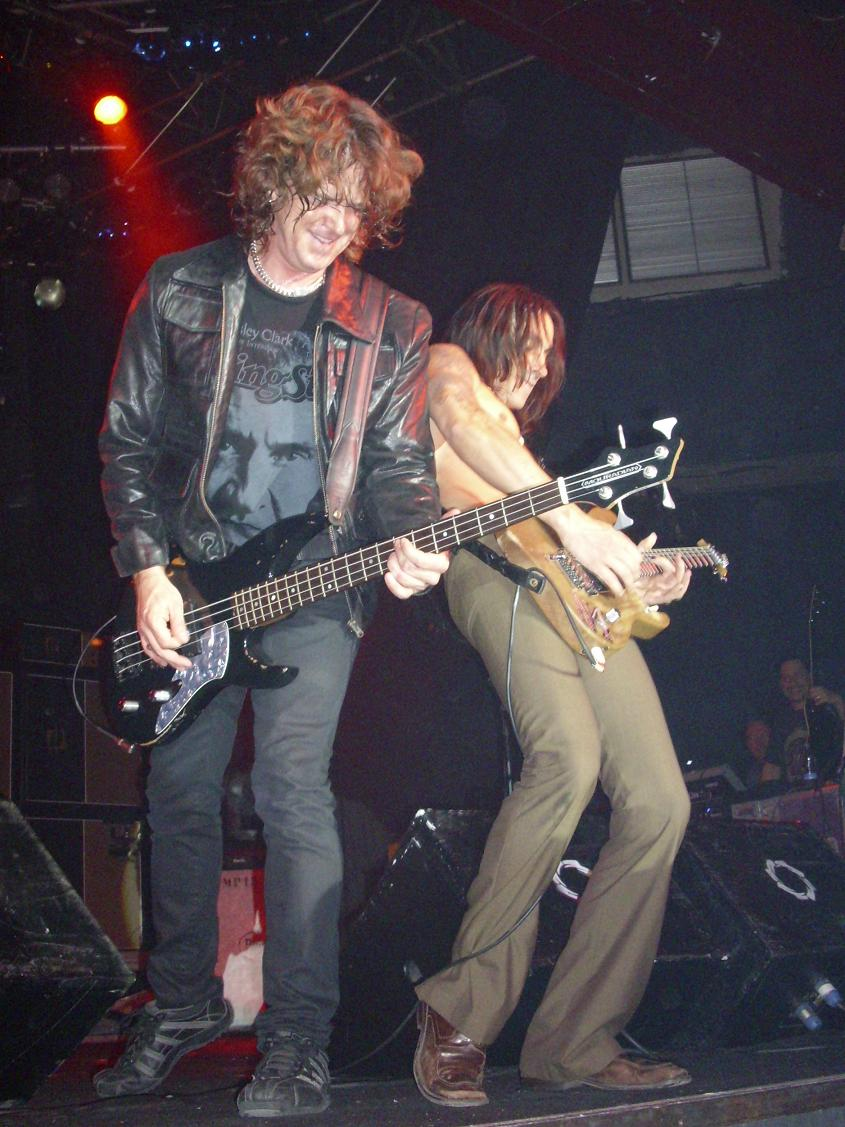
パット・バッジャー（左）とヌーノ・ベッテンコート（2008年）

エクストリーム（Extreme）は、1985年に結成されたアメリカ合衆国のロックバンド。

## 概要
1985年にドリームというバンドにいたゲイリー・シェローンとポール・ギアリーがヌーノ・ベッテンコートを勧誘し加入させ、バンド名をエクストリームに改め活動を開始する。その後1986年とその翌年の1987年と2年連続でボストン・ミュージック・アワードの最優秀ハードロック／ヘヴィメタル・アクトを受賞し、1989年3月アルバム『エクストリーム』でデビューする。エクストリームで一番の代表曲は2作目『ポルノグラフィティ』収録の「モア・ザン・ワーズ」で、バンドはこの曲によりBillboard Hot 100にて全米1位に耀いている。全世界でのトータルセールスは1000万枚を超えている。
前述の通り、このアコースティック・バラード・ソングである「モア・ザン・ワーズ」が特に有名だが、基本的にバンドのサウンドはハードロックを基調としながらも、16ビートを刻むファンクの要素を取り入れた楽曲が主。ファンク・メタルという新たなカテゴリーに括られることも多くそれはレーベル名ともなった。テクニカルなヌーノ・ベッテンコートのギターから繰り出されるリズミカルかつメロディアスなサウンドと、シェローンのパワフルなボーカル・スタイルが特徴である。
しかし3作目『スリー・サイズ・トゥ・エヴリ・ストーリー』は、前2作ほどのヒットは記録できず、4作目『ウェイティング・フォー・ザ・パンチライン』は当時大流行していたグランジ、オルタナティヴ・ロックに大幅に迎合した作風になってしまい、売り上げは低迷した。

### フレディ・マーキュリー追悼コンサート
1992年4月20日、ロンドンのウェンブリー・スタジアムで行われた、フレディ・マーキュリー追悼コンサートに2番目のグループとして出演。クイーンの代表曲、11曲から成るメドレーを高い再現度で披露し観客を大いに沸かせた。登場時にクイーンのブライアン・メイに「クイーンの最大の理解者」と紹介されたほど、クイーンに存在が認知されている。

### 解散
ヌーノ・ベッテンコートがバンドを脱退後、シェローンがヴァン・ヘイレンに加入することが決まり、バンドは自然消滅。ヌーノ・ベッテンコートはアルバムをヌーノ (NUNO)名義で1枚、モーニング・ウィドウズ名義で2枚、ポピュレイション1名義で2枚、ドラマゴッズ名義で1枚リリースしているほか、2007年には元ジェーンズ・アディクションのペリー・ファレルの新プロジェクトであるサテライト・パーティーにも参加した。

### 再結成から現在まで
シェローンとヌーノ・ベッテンコートは2003年の赤坂での「GUITAR WARS」を皮切りとしボストンや東京でライブを行った。
2005年1月に再結成ライブ(2K5ツアー)が日本限定で行われた。しかしオリジナル・メンバーのパット・バッジャー（ベース）は参加せず、ベースはサポート・メンバーのローレント・デュヴァルが担当した。
2007年暮れにパットを含む編成で再結成（ドラムはヌーノ・ベッテンコートのプロジェクトに参加していたケヴィン・フィグェリド）がアナウンスされた後、2008年夏には新アルバム『サウダージ・デ・ロック』を発表、このアルバムに伴うツアーで来日公演も行った。
2012年、アルバム『ポルノグラフィティ』の完全再現ライブにて、2014年には、25周年ツアーにて来日した。
2016年バンドは9回目のジャパン・ツアーのため来日。そこでは『スリー・サイズ・トゥ・エヴリ・ストーリー』に収録された組曲「エヴリシング・アンダー・ザ・サン」がバンド史上初めて演奏された。
2023年5月2日、船上フェス『モンスターズ・オブ・ロック・クルーズ』内で行われたミュージシャンチーム対一般人チームによるバスケットボールの試合中にヌーノ・ベッテンコートが足を負傷。この影響で、5月6日に出演予定であった『M3 ロック・フェスティバル』への出演がキャンセルされた。

## メンバー

### 現在のメンバー
- ゲイリー・シェローン (Gary Cherone) – リード・ボーカル (1985年–1996年、2004年、2005年、2006年、2007年–)
- ヌーノ・ベッテンコート (Nuno Bettencourt) – ギター、ブラス&オーケストラ・アレンジ、キーボード、ピアノ、バック・ボーカル (1985年–1996年、2004年、2005年、2006年、2007年–)
- パット・バッジャー (Pat Badger) – ベース、バック・ボーカル (1986年–1996年、2006年、2007年–)
- ケヴィン・フィグェリド (Kevin Figueiredo) – ドラム、パーカッション、バック・ボーカル (2007年–)

### 旧メンバー
- ポール・ギアリー (Paul Geary) – ドラム、パーカッション、バック・ボーカル (1985年–1994年、2004年、2005年–2006年、特別ゲスト 2017年)
- ポール・マンゴーン (Paul Mangone) – ベース、バック・ボーカル (1985年–1986年)
- ピーター・ハント (Peter Hunt) – ギター、バック・ボーカル (1985年)
- ハル・リボークス (Hal Lebeaux) – ギター、バック・ボーカル (1985年)
- マイク・マンジーニ (Mike Mangini) – ドラム、パーカッション (1994年–1996年、2004年、特別ゲスト※3回 2006年)
- カール・レスティヴォ (Carl Restivo) – ベース、バック・ボーカル (2004年)
- スティーヴ・フェラッツォ (Steve Ferlazzo) – キーボード (2004年)
- ローレント・デュヴァル (Laurent Duval) – ベース、バック・ボーカル (2005年)

## ディスコグラフィ

### スタジオ・アルバム
- 『エクストリーム』 - Extreme (1989年)
- 『ポルノグラフィティ』 - Pornograffitti (1990年)
- 『スリー・サイズ・トゥ・エヴリ・ストーリー』 - III Sides to Every Story (1992年)
- 『ウェイティング・フォー・ザ・パンチライン』 - Waiting for the Punchline (1995年)
- 『サウダージ・デ・ロック』 - Saudades de Rock (2008年)
- 『シックス』 - Six (2023年)

### ライブ・アルバム
- 『テイク・アス・アライヴ』 - Take Us Alive (2010年)
- 『ポルノグラフィティ・ライヴ25』 - Pornograffitti Live 25 (2016年)

### コンピレーション・アルバム
- 『ベスト・オブ・エクストリーム』 - The Best of Extreme: An Accidental Collication of Atoms? (1997年)

## 来日公演
- SHOWCASE GIG（1989年）
  - 10月15日 川崎 クラブチッタ川崎
- Pornograffitti Tour（1991年）
  - 11月01日 横浜 横浜文化体育館
  - 11月03日 大阪 大阪厚生年金会館
  - 11月05日 東京 渋谷公会堂
  - 11月07日 東京 中野サンプラザ
  - 11月09日 仙台 仙台サンプラザホール
  - 11月11日 東京 NHKホール
- III Sides to Every Story Tour（1993年）
  - 3月23日 大阪 大阪城ホール
  - 3月24日 福岡 福岡サンパレス
  - 3月26日 名古屋 センチュリーホール
  - 3月27日 仙台 仙台サンプラザホール
  - 3月29日 横浜 横浜アリーナ
  - 3月30日 東京 日本武道館
- Waiting for the Punchline Tour（1995年）
  - 7月09日 横須賀 横須賀芸術劇場
  - 7月11日 東京 日本武道館
  - 7月12日・13日 大阪 大阪フェスティバルホール
  - 7月15日 北九州 九州厚生年金会館
  - 7月16日 広島 広島厚生年金会館
  - 7月17日 名古屋 センチュリーホール
  - 7月19日 大宮 大宮ソニックシティ
  - 7月20日 仙台 仙台サンプラザホール
- Reunion Tour 2005（2005年）
  - 1月12日・13日 東京 SHIBUYA-AX
  - 1月14日 名古屋 愛知県勤労会館
  - 1月16日 大阪 なんばHATCH
  - 1月18日・19日 東京 渋谷公会堂
- Take Us Alive Tour（2008年）
  - 11月01日・2日・4日・5日 東京 CCレモンホール
  - 11月08日 大阪 大阪厚生年金会館
  - 11月09日 名古屋 名古屋市公会堂
  - 11月10日 広島 広島ALSOKホール
- Pornograffitti Live（2012年）
  - 4月16日・17日 東京 東京ドームシティーホール
  - 4月18日 大阪 なんばHATCH
  - 4月20日 東京 渋谷公会堂
- 25th Anniversary Japan Tour（2014年）
  - 6月08日 東京 昭和女子大学人見記念講堂
  - 6月09日 東京 渋谷公会堂
  - 6月10日 東京 東京ドームシティーホール
  - 6月12日 大阪 なんばHATCH
- Japan Tour 2016（2016年）
  - 9月29日 東京 昭和女子大学人見記念講堂
  - 9月30日 仙台 仙台PIT
  - 10月03日 尼崎 アルカイックホール
  - 10月04日 名古屋 Zepp名古屋
  - 10月05日 東京 東京ドームシティーホール
- Thicker Than Blood Tour 2023（2023年）
  - 9月17日 仙台 仙台GIGS
  - 9月19日 横浜 KT Zepp 横浜
  - 9月21日・21日 東京 昭和女子大学人見記念講堂
  - 9月25日 名古屋 日本特殊陶業市民会館
  - 9月26日 大阪 Zepp難波
  - 9月27日 東京 Zepp羽田